# Elizabeth (Minnesota)
Elizabeth è un comune degli Stati Uniti d'America, situato nello Stato del Minnesota, nella Contea di Otter Tail.